# ИДДК
ИДДК (англ. IDDK) — российская компания, специализирующаяся на дистрибуции, разработке и издании мультимедийной продукции, в том числе аудиокниг.
Компания основана в 1995 году. Головной офис расположен в Москве и есть два региональных филиала.
Компания занимается разработкой и изданием мультимедиапродуктов, таких как компьютерные игры, но в большей мере, продуктов справочной и обучающее-развивающей направленности, а также музыку и видео.

## Деятельность компании

### Дистрибуция
В ассортимент поставляемых на рынок фирмой лицензионных дисков входят компьютерные игры, программное обеспечение, мультимедийные справочники, энциклопедии, обучающие программы, музыка в формате MP3, видео на DVD производства многих российских издателей.
Для распространения компания располагает партнерской сетью в России и СНГ, двумя представительствами в Екатеринбурге и в Ростове, открытыми в 2004 и 2007 годах соответственно, а также своим интернет-магазином.

### Издательство
Для ИДДК характерно издание продукции сериями, многие из которых регулярно обновляются за счет усовершенствования программной оболочки, либо дополнения контента. Некоторые программные продукты для компьютера дублируются изданием на интерактивном DVD.

#### Музыка и аудиокниги
Музыка и аудиокниги в формате MP3 издаются в сериях «Зарубежные композиторы», «Русские композиторы», «Джаз», «Классика», «Аудиокурсы», «Аудиоспектакль», «Аудиобиблиотека школьника»

#### Обучающие и справочные издания
Среди обучающих продуктов компании — серии «5 баллов», «Рефераты и сочинения» и «Шпаргалки» для студентов и школьников, «Самоучитель» и «Мой персональный компьютер» для овладения различными программами, «X-Polyglossum» (облегченная CD-версия словарей Polyglossum, по лицензии Словарного издательства ЭТС, (C) ETS & Polyglossum 1991—2010), детская развивающая серия «Поиграй-ка», а также «Бизнес-курс» и «Интерактивный самоучитель» по разным профессиям. Кроме того компания выпускает большую серию географических баз и атласов автодорог, различные энциклопедии и серию «Электронная библиотека», включающая в себя собрания сочинений в виде текстов разных авторов на дисках.

#### Игры и программы
ИДДК издает серию «Простые игры», включающую в себя набор небольших казуальных игр от Alawar Entertainment. Также компания выпускает несколько типов UNIX-подобных систем, серию программ для защиты компьютера, наборы ПО для мобильных устройств и серию электронных переводчиков «X-Translator» разработки компании «ПРОМТ».

#### Видеопродукция
Фильмы выпускаются компанией в сериях «100 шедевров мирового кино», «Классика советского кино», есть серии с мультфильмами, но новых фильмов компания не издает. До 2007 года ИДДК также выпускала фильмы в формате MPEG-4.

## Газета CDпро.ru
С 2000 по 2003 год компания выпускала газету CDпро.ru 
Она издавалась по двум причинам — для увеличения продажи дисков («ИДДК» занималась изданием игр и мультимедийных приложений) и борьбы с пиратством. Чуть ли не в каждом выпуске «CDпро» рассказывали о посредственном качестве поддельных дисков, о том, как работает этот бизнес, и что из-за пиратских дисков «выходят из строя компоненты компьютера и домашних кинотеатров».  Большую часть газеты занимали обзоры продукции российских дистрибьюторов компьютерных игр, мультимедийных приложений и фильмов. Самое комичное это то, что на страницах «CDпро» рекламировали магазин «ИДДК», в котором лицензионные диски продавались вместе с пиратскими. На одной полосе газеты рассказывали, что пиратство — это плохо, а уже на следующей висела реклама пиратских релизов от Triada, Alexsoft и Digital Force. По слухам, «ИДДК» были лицензионным отделением Triada.